# Římskokatolická farnost Pustá Polom
Římskokatolická farnost Pustá Polom je územní společenství římských katolíků v děkanátu Hlučín ostravsko-opavské diecéze.
Farním kostelem je kostel sv. Martina z roku 1804 postavený na místě původního kostela.
Farnost byla do roku 1790 součástí hlučínského děkanátu, v roce 1780 krátce součástí děkanátu Bílovec, v letech 1780–1952 součástí hradeckého děkanátu, po jeho zrušení až do roku 1962 patřila do děkanátu Bílovec a od roku 1962 je součástí děkanátu Hlučín.

## Duchovní správci
Farářem je od 1. července 2010 P. Mgr. Zdeněk Šimíček.

## Bohoslužby
| Kostel                  | Místo       | Bohoslužba (den)              | Hodina           | Poznámka        |
| ----------------------- | ----------- | ----------------------------- | ---------------- | --------------- |
| kostel sv. Martina      | Pustá Polom | pondělí středa čtvrtek neděle | 18.00 10.30      | farní kostel    |
| kostel sv. Víta         | Kyjovice    | pátek neděle                  | 18.00 9.00       | filiální kostel |
| kostel sv. Jana a Pavla | Hlubočec    | neděle                        | 7.30 - co 14 dní | filiální kostel |
| kostel sv. Jana a Pavla | Podvihov    | neděle                        | 7.00 - co 14 dní | filiální kostel |